# Шушмабашское сельское поселение
Шушмабашское се́льское поселе́ние — муниципальное образование в Арском районе Татарстана Российской Федерации.
Административный центр — село Шушмабаш.

## История
Статус и границы сельского поселения установлены Законом Республики Татарстан от 31 января 2005 года № 7-ЗРТ «Об установлении границ территорий и статусе муниципального образования "Арский муниципальный район" и муниципальных образований в его составе».
Законом Республики Татарстан от 16 мая 2010 года № 18-ЗРТ, входившие в состав Шушмабашского сельского поселения деревени Ак-Чишма и Наратлык, и село Хотня с прилегающей к ним территорией были отнесены в состав Ташкичинского сельского поселения.

## Население
| 2010  | 2011  | 2012  | 2013  | 2014  | 2015  | 2016  |
| ----- | ----- | ----- | ----- | ----- | ----- | ----- |
| 1569  | ↘1567 | ↗2272 | ↘2269 | ↘2220 | ↘2208 | ↘2187 |
| 2017  | 2018  |       |       |       |       |       |
| ↘2155 | ↘2130 |       |       |       |       |       |

## Состав сельского поселения
| № | Населённый пункт | Тип населённого пункта       | Население |
| - | ---------------- | ---------------------------- | --------- |
| 1 | Ильдус           | деревня                      |           |
| 2 | Ишнарат          | деревня                      |           |
| 3 | Нуса             | село                         |           |
| 4 | Сердебаш         | село                         |           |
| 5 | Угез-Елга        | деревня                      |           |
| 6 | Шека             | село                         |           |
| 7 | Шушмабаш         | село, административный центр |           |